# Vígh László (tornaedző)
Vígh László (Budapest, 1941. július 26. –) minden idők legeredményesebb magyar tornászának - Magyar Zoltán - edzője. Torna mesteredző. Munkásságának köszönhetően került a magyar torna a világ élvonalába. Edzői tevékenysége a lólengés területén a legismertebb.

## Edzői pályafutása
1964-ben TF tanári oklevelet, 1968-ban a szakedzői oklevelet szerzett, 2002-ben dr honoris causa címmel ismerték el munkásságát. 1964-től az FTC torna szakosztályának edzője, 
majd vezetőedzője. Ez idő alatt voltak tanítványai Magyar Zoltán (kétszeres olimpiai-, háromszoros világ- és háromszoros Európa-bajnok), Sivadó János (a Sivadó vándor bemutatója), 
Borbély József (olimpikon), Horváth Zsolt (olimpikon), Vigh Ákos (kétszeres középiskolás világbajnok) és Gál Róbert (olimpikon). A kiemelkedő tanítványain túl közel száz tornász fordult meg a kezei között.

### Edzői pályafutása alatt kitalált új tornaelemek
- Magyar-vándor
- Magyar-orsó
- szökkenő vándor negyedfordulattal
- Sivado-vándor
- keresztbe kör a korláton

## Irodalmi munkásság
- Lógyakorlatok (Békési Sándorral közösen, három nyelven jelent meg, 1986)
- Magyar tornatörténet (a Nemzetközi tornatörténet fejezete); Segítségadás a tornában (a tantervi anyaghoz)
- Gymnatics at school (TF tankönyv, Hamza Istvánnal)

## Díjai, elismerései
- 1976 Mesteredző
- 1976 Munkaérdemrend aranyfokozata
- 1980 Sportérdemrend aranyfokozata
- 1981 KISZ KB Ifjúsági Érdemrend
- 2000 Edzői Nívódíj
- 2002 dr honoris causa cím
- 2010 A Magyar Köztársasági Érdemrend lovagkeresztje
- 2015 Bay Béla-díj
- 2015 MOB Fair Play, életmű kategória

## Családja
Felesége Ferenczi Ilona, gyermekeik: László, 1969, Zoltán, 1970, Ákos 1973, Előd, 1976 és Réka 1982.